# Hillman Avenger
Der Hillman Avenger war ein ab Februar 1970 in Ryton-on-Dunsmore und später in Linwood bei Glasgow, Großbritannien produzierter Mittelklassewagen des britischen Automobilherstellers Rootes. Das Fahrzeug wurde anfänglich unter der zum Rootes-Konzern gehörenden Marke Hillman vertrieben, ab 1976 hieß es Chrysler Avenger und ab 1979 Talbot Avenger. Auf einigen kontinentaleuropäischen Märkten wurde der Wagen schließlich zeitweise als Sunbeam Avenger verkauft. Südamerikanische Chrysler-Niederlassungen und deren Nachfolger produzierten den Avenger jahrelang in Lizenz; dort wurde er unter den Markennamen Dodge und Volkswagen vertrieben. Auf der verkürzten Plattform des Avenger entstand schließlich auch das zweitürige Schrägheckmodell Chrysler Sunbeam mit gläserner Heckklappe.

## Entwicklungsgeschichte

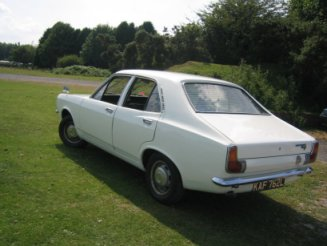
Hillman Avenger Limousine (1972)

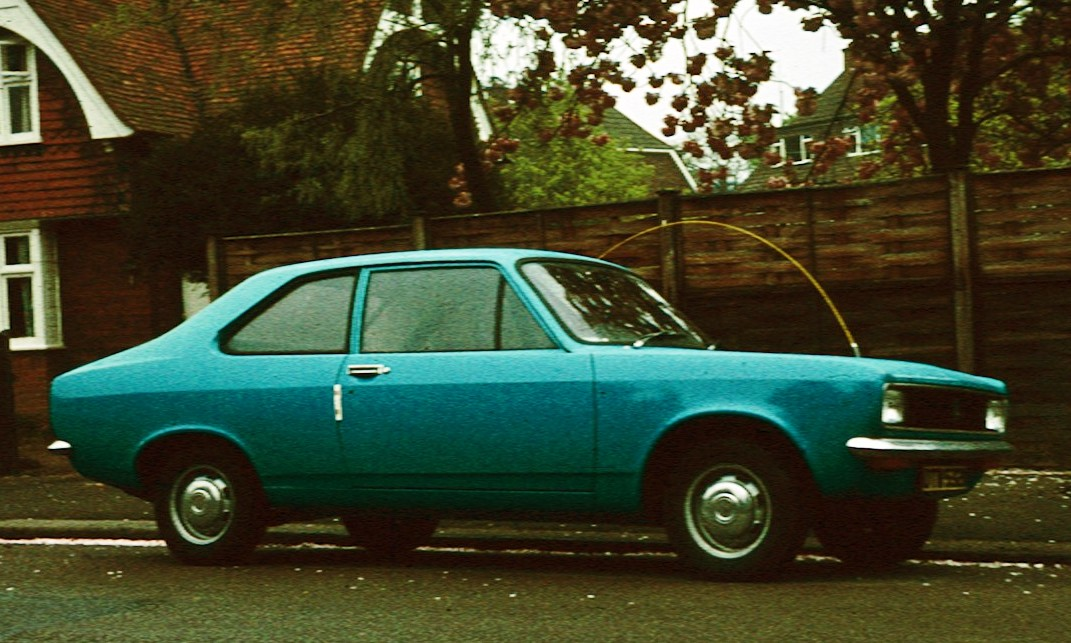
Hillman Avenger 2-Türer (1973)

Der Avenger wurde ab 1966 als Nachfolger des Hillman Minx unter dem Codenamen B-Car entwickelt und sollte eine moderne, kompakte und sparsame Alternative in der Mittelklasse sein. Er trat im Marktsegment neben die seit 1966 produzierten Modelle der Arrow-Familie (Hillman Hunter usw.), die geringfügig größer, in Technik und Stil aber konservativer waren. Konkurrenzprodukte anderer Hersteller waren der Ford Cortina, der Morris Marina und der Vauxhall Viva.
Der Avenger war vollständig neu entwickelt. Die Rootes-Gruppe übernahm keine technischen Komponenten von ihren anderen Autos, obwohl sie sich in einigen Details konzeptionell an anderen Modellen orientierte. Der Avenger hatte eine selbsttragende Karosserie. Die Vorderräder waren einzeln mit MacPherson-Federbeinen aufgehängt und hinten wurde eine Starrachse an vier Lenkern (zwei längs, zwei diagonal) mit Schraubenfedern verwendet.
Das Design wurde unter der Leitung von Roy Axe entwickelt. Anders als bei den Modellen der Arrow-Familie, deren Form betont nüchtern ausfiel, orientierte sich das Designteam am amerikanischen Geschmack. Bereits die ersten Entwürfe zeigten eine so genannte Coke-Bottle-Linie, also eine Wölbung über den Hinterrädern, die in die Kofferraumlinie überging.
Als der Wagen im Februar 1970 herauskam, gab ihm die englische Motorpresse gute Kritiken für sein Fahrverhalten, welches das des Morris Marina des Konkurrenten BMC in den Schatten stellte.

## Baureihen

### Erste Serie
Der Avenger war in den Ausstattungslinien DL, Super und GL zu kaufen. Die Modelle DL und Super waren mit 1250- oder 1500-cm³-Motoren erhältlich, der GL jedoch nur mit 1500 cm³-Motor. Der DL als einfachstes Modell war innen mit Gummifußmatten und einem sehr einfachen Armaturenbrett mit Breitbandtacho ausgestattet. Der Super war etwas besser ausgestattet und hatte Teppiche, Armlehnen, eine Zweiklangfanfare und Rückfahrleuchten, aber immer noch das einfache Armaturenbrett des DL. Die höchste Ausstattungslinie GL hatte Doppelscheinwerfer, einen Hebel zum Öffnen der Kofferraumklappe vom Fahrgastraum aus, Scheibenwischer mit zwei Geschwindigkeiten, gebürsteten Nylonbezug für die Sitze und ein Armaturenbrett mit Rundinstrumenten.
Nicht nur das Design des Avenger war neu, sondern auch seine Motoren und Getriebe, die denen des größeren Modells Hunter entsprachen. Ebenfalls neu war der erste Kunststoff-Kühlergrill in Großbritannien. In den 1970er-Jahren verkaufte sich der Avenger gut, trotz der Alternativen Ford Escort und Vauxhall Viva.
Im Oktober 1970 wurde der Avenger GT eingeführt. Er hatte einen 1500-cm³-Motor mit Doppelvergaser und ein manuell zu schaltendes Vierganggetriebe oder auf Wunsch ein dreistufiges Borg-Warner 35 Automatikgetriebe. Der GT hatte Seitenstreifen an den Türen und Radabdeckungen aus Kunststoff.
Ab Februar 1972 gab es den Avenger als Flottenfahrzeug mit beiden Motorvarianten, aber einfacher (Behörden-)Ausstattung. So fehlte zum Beispiel am Beifahrersitz die Sonnenblende. Später gab es auch dieses Fahrzeug auf Wunsch mit Automatik.
Im März 1972 kam der 5-türige Kombi in den Ausstattungslinien DL und Super, ebenfalls mit beiden Motorvarianten. Im Oktober des gleichen Jahres ersetzte der Avenger GLS mit Vinyldach und Rostyle-Sporträdern den GT.
Ab März 1973 wurden zusätzlich 2-türige Limousinen angeboten.

### Avenger Tiger

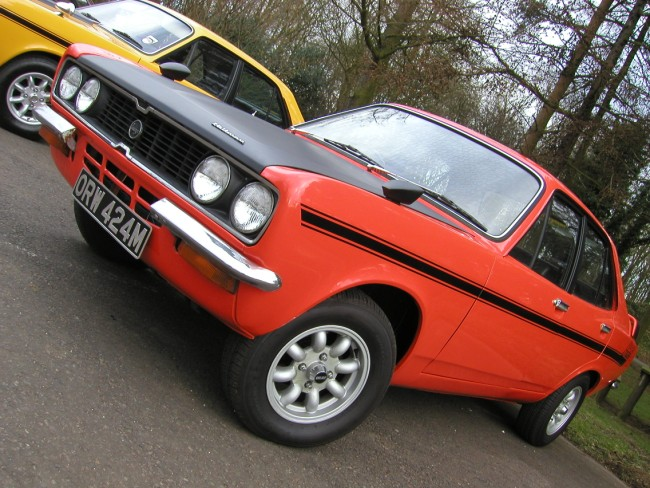
Avenger Tiger

Gleichzeitig erschien der Avenger Tiger, dessen Konzept an den Sunbeam Tiger erinnern sollte. 4-türige Avenger Super erhielten den GT-Motor mit 1,5 Liter Hubraum, der es durch einen neuen Zylinderkopf mit größeren Ventilen und einer Verdichtung von 9,4 : 1 sowie Weber-Doppelvergaser auf 92,5 bhp (68 kW) bei 6100/min brachte. Die Radaufhängungen wurden verstärkt und die Bremsen, die Hinterachse und das Getriebe des GT übernommen. Die typische Farbgebung dieser Wagen umfasste mattschwarze Motorhauben, Heckabschlussbleche und Seitenstreifen mit der Aufschrift „Avenger Tiger“ auf den hinteren Kotflügeln. Es gab aber auch andere Farben. Die Wagen beschleunigten in 8,9 s von 0 auf 100 km/h und erreichten eine Höchstgeschwindigkeit von 173 km/h. Das waren bessere Fahrleistungen als beim Ford Escort Mexico, aber der Benzinverbrauch war dementsprechend hoch. Alle Avenger Tiger wurden vom Chrysler Competitions Centre montiert; es entstanden ca. 200 Stück vom Mk. I.
Im Oktober 1972 wurde der Avenger Tiger Mk. II herausgebracht. Diesmal verwendete man die Karosserie des GL-Modells mit Doppelscheinwerfern. Mechanisch entsprachen diese Wagen dem Mk. I, hatten aber keine Hutze mehr auf der Motorhaube und veränderte Sitze und Räder. Von den nur in Gelb und Rot mit schwarzen Verzierungen erhältlichen Fahrzeugen entstanden ca. 400 Stück.

### Zweite Serie

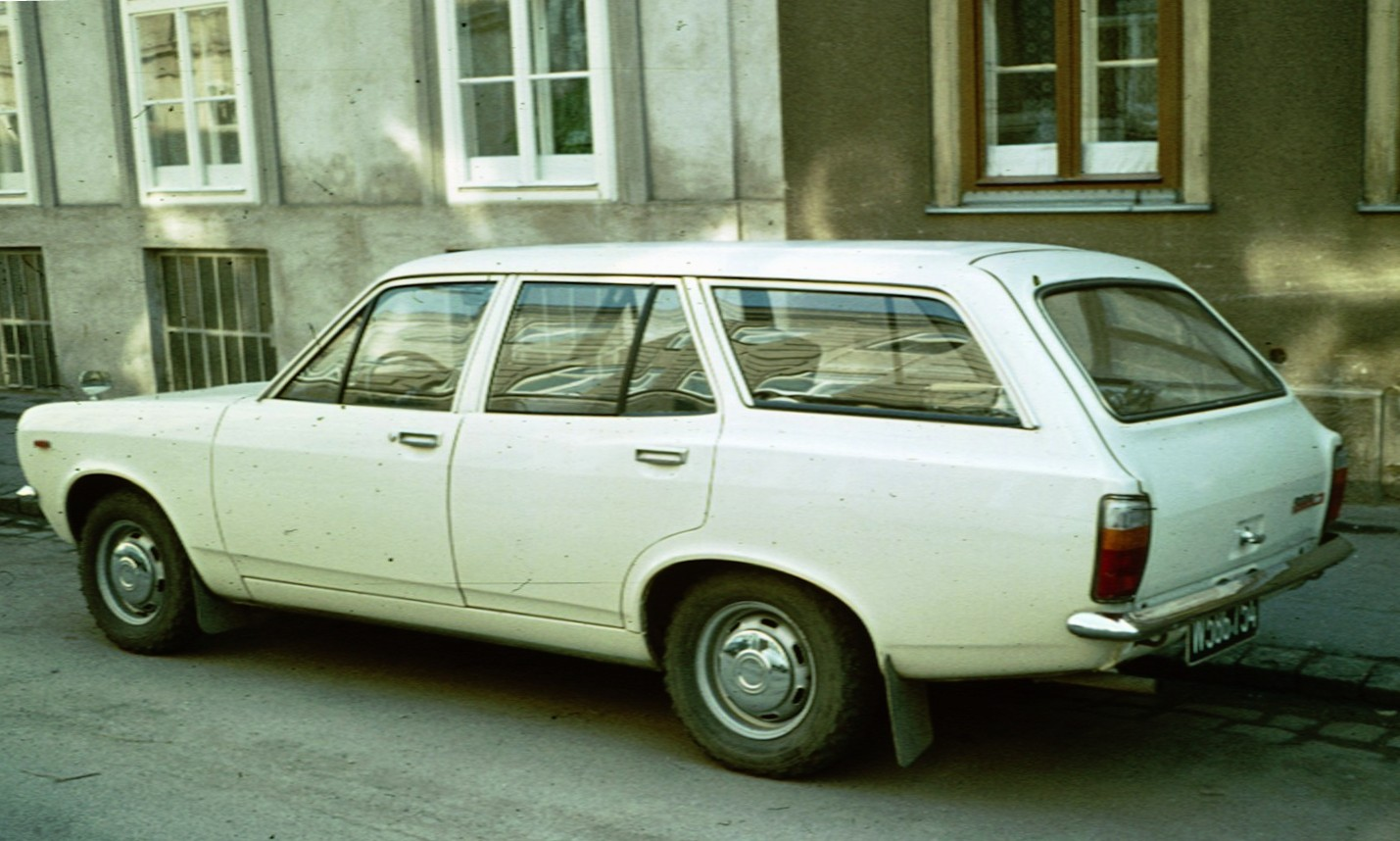
Hillman Avenger Estate

Im Oktober 1973 wurden beide Motoren überarbeitet. Die Hubräume wurden vergrößert: 1,3 statt 1,25 l und 1,6 statt 1,5 l. Die einfach ausgestatteten Flottenmodelle fielen weg. Die Modelle hießen nun „Avenger 1300“ bzw. „Avenger 1600“, und alle Ausstattungsvarianten (DL, Super und GLS) waren mit beiden Motorvarianten zu kombinieren, und 2- oder 4-türige Limousine und 5-türiger Kombi waren erhältlich.

## Chrysler Avenger

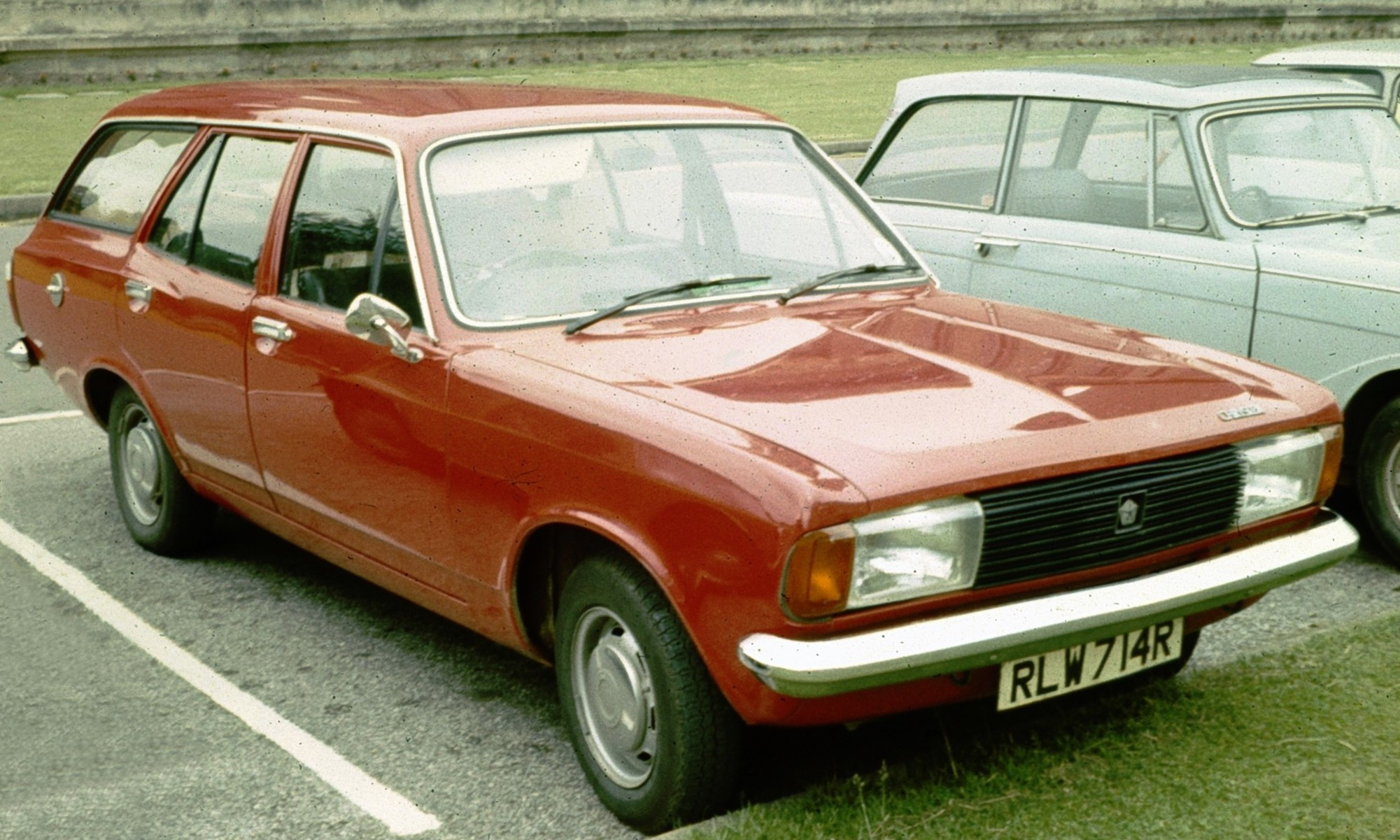
Chrysler Avenger 1976–81

Nach einem Facelift im Jahre 1976, bei dem der Avenger einen neuen Kühlergrill und ein neues Armaturenbrett bekam und die markanten L-förmigen Rückleuchten verlor, wurde der Wagen als Chrysler Avenger vertrieben.

## Talbot Avenger
1978 musste Chrysler Europe Konkurs anmelden und wurde von Peugeot übernommen. Die verbliebenen Modelle Avenger und Sunbeam Lotus wurden zu Talbot Avenger und Talbot Sunbeam Lotus. Im Jahre 1981 wurde die Produktion in Großbritannien eingestellt.

## Export und Lizenzproduktion

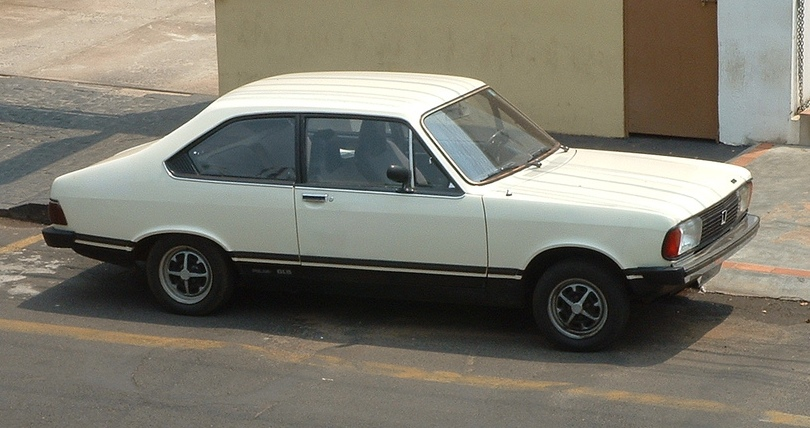
Dodge Polara

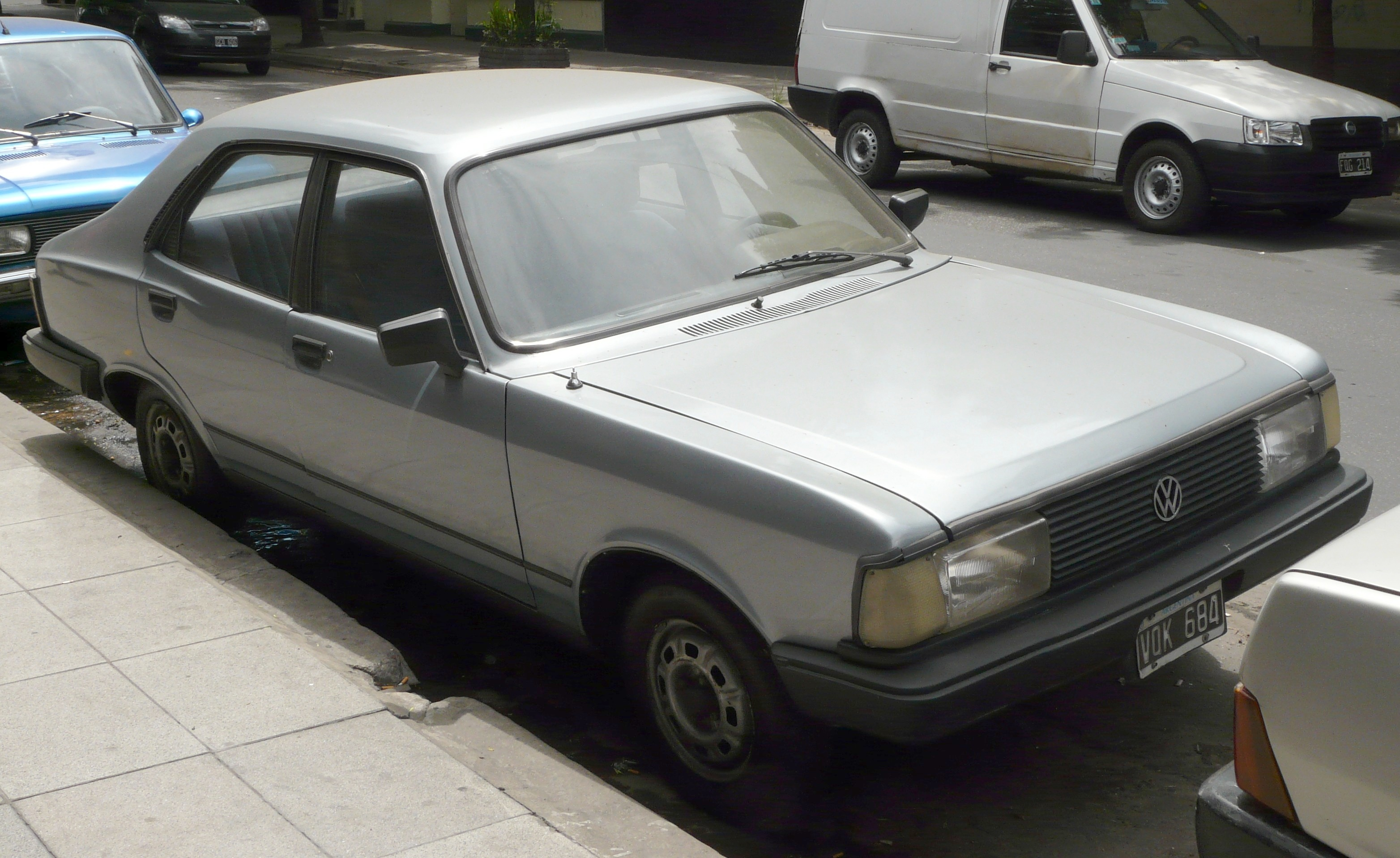
Volkswagen 1500

Chrysler wollte aus dem Avenger ein „Weltauto“ machen. In den USA wurde er als Plymouth Cricket vermarktet. Klagen der US-amerikanischen Kunden über die Unzuverlässigkeit und Rostanfälligkeit des ohnehin ungeliebten „Kleinwagens“ führten nach zwei Jahren zur Einstellung dieses Modells.
In Australien und in Teilen Europas wurde der Wagen auch als Sunbeam Avenger und als Sunbeam 1250/1500 verkauft. In Südafrika baute man Motoren von Peugeot ein und verkaufte das Ergebnis als Dodge.
Chrysler do Brasil produzierte das Modell von 1971 bis 1980 als Dodge 1500 (1,6 l Hubraum) und Dodge 1800 (1,8 l Hubraum, in Argentinien Dodge 1500M) in leicht abgewandeltem Design mit größeren Stoßfängern, Vierfachscheinwerfern, schlichteren Rückleuchten und größerem Hubraum. Ab 1977 nach einem Facelift im Stil des Chrysler Avenger wurde das Fahrzeug als Dodge Polara (nicht zu verwechseln mit dem gleichnamigen US-Modell) bezeichnet. Als Volkswagen 1980 die südamerikanische Produktion von Dodge übernahm, wurde der Name noch bis 1982 beibehalten und mit dem Zusatz „made by Volkswagen Argentina“ versehen. Das letzte Facelift 1982 brachte die Umbenennung des auch als Taxi beliebten Modells in VW 1500 (nicht verwandt mit dem gleichnamigen deutschen VW-Modell Typ 3) unter dem Slogan „Con una garantía alemana“; diese Bezeichnung wurde bis zum Produktionsende 1990 beibehalten.

## Modelle

### Hillman Avenger
| Bauzeitraum | Bezeichnung             | Hubraum  | Motorleistung    | Höchstgeschwindigkeit | Bauformen         |
| ----------- | ----------------------- | -------- | ---------------- | --------------------- | ----------------- |
| 1970–1973   | Avenger DL / Super / GL | 1248 cm³ | 53 bhp (39 kW)   | 130 km/h              | Limousine / Kombi |
| 1970–1973   | Avenger GL              | 1498 cm³ | 63 bhp (46 kW)   | 146 km/h              | Limousine / Kombi |
| 1970–1973   | Avenger GT              | 1498 cm³ | 75 bhp (55 kW)   | 154 km/h              | Limousine / Kombi |
| 1972–1973   | Avenger GLS             | 1498 cm³ | 75 bhp (55 kW)   | 159 km/h              | Limousine / Kombi |
| 1972–1973   | Avenger Tiger           | 1498 cm³ | 92,5 bhp (68 kW) | 173 km/h              | Limousine         |
| 1973–1976   | Avenger 1300            | 1295 cm³ | 57 bhp (42 kW)   |                       | Limousine / Kombi |
| 1973–1976   | Avenger 1300            | 1295 cm³ | 69 bhp (50,7 kW) |                       | Limousine         |
| 1973–1976   | Avenger 1600            | 1598 cm³ | 69 bhp (50,7 kW) | 147 km/h              | Limousine / Kombi |
| 1973–1976   | Avenger 1600            | 1598 cm³ | 81 bhp (60 kW)   | 147 km/h              | Limousine / Kombi |

### Chrysler Avenger
| Bauzeitraum | Bezeichnung  | Hubraum  | Motorleistung  | Höchstgeschwindigkeit | Bauformen         |
| ----------- | ------------ | -------- | -------------- | --------------------- | ----------------- |
| 1976–1978   | Avenger 1300 | 1295 cm³ | 57 bhp (42 kW) |                       | Limousine / Kombi |
| 1976–1978   | Avenger 1600 | 1598 cm³ | 81 bhp (60 kW) | 147 km/h              | Limousine / Kombi |

### Talbot Avenger
| Bauzeitraum | Bezeichnung  | Hubraum  | Motorleistung  | Höchstgeschwindigkeit | Bauformen         |
| ----------- | ------------ | -------- | -------------- | --------------------- | ----------------- |
| 1978–1981   | Avenger 1300 | 1295 cm³ | 57 bhp (42 kW) |                       | Limousine / Kombi |
| 1978–1981   | Avenger 1600 | 1598 cm³ | 81 bhp (60 kW) | 147 km/h              | Limousine / Kombi |